# 二站镇
二站镇，是中华人民共和国黑龙江省大庆市肇源县下辖的一个乡镇级行政单位。

## 行政区划
二站镇下辖以下地区：
东海峰村、裕民村、利民村、希程村、土城子村、小湾子村、莲花泡村、新发村、小城子村、曙光村、平原村和丰产村。